# 黃玉芬
黃玉芬（1982年11月10日—），臺灣女性政治人物，臺灣彰化縣彰化市人。匹茲堡州立大學企管碩士。熟悉虎頭蜂生態。

曾任第17屆彰化市市民代表及第18屆彰化縣議員。
2015年以無黨籍身分參選第9屆立法委員，屬彰化縣第二選舉區（彰化市、花壇鄉、芬園鄉），最後以12380票敗給民進黨提名的黃秀芳。2018年參選彰化市市長，並簽署「柯P認同卡」，最終在藍綠夾殺之下落敗。2019年參與彰化縣第二選舉區立委選舉，但再次敗給尋求連任的黃秀芳。2021年加入中國國民黨，隔年宣佈投入國民黨彰化市市長初選，2022年7月，黃玉芬在國民黨彰化市長初選中勝出，豈料8月同黨初選落敗的張東正，宣布仍參選到底。

## 爭議

### 對於「多元性別」的立場
黃玉芬曾在 2016 第九屆立法委員選舉前，表示支持同性婚姻合法化。說明在多元成家入憲法共識之前，不支持直接修改民法972條。但會優先推動伴侶保障基本法。同年稍晚，在與同性婚議題相關卻不同的多元性別議題上，她則提案反對將多元性別意識形態的教材列入中小學課綱。該提案主旨及後續回應該議題的內容包括「不應將多元性別意識形態的教材列入中小學課綱，亦不應列入考試內容中，以教育學生正確觀念案」，「這不是惡意對決的世界，我們都很願意帶孩子們認識更多世界的可能性，但不是讓孩子們複製另一個大人們性別認同運動的戰場」「保護與讓獨立思考的孩子們自己說出性別認同，而不是用課綱文本、考試內容去規訓讓孩子們背出性別多元、同性戀、異性戀的標準答案。」

## 選舉紀錄
| 年度 | 選舉屆數               | 選舉區           | 所屬政黨   | 得票數 | 得票率 | 當選標記 | 備註 |
| ---- | ---------------------- | ---------------- | ---------- | ------ | ------ | -------- | ---- |
| 2014 | 第十八屆彰化縣議員選舉 | 彰化縣第一選舉區 | 無黨籍     | 14,637 | 8.90%  |          |      |
| 2016 | 第九屆立法委員選舉     | 彰化縣第二選舉區 | 無黨籍     | 12,380 | 7.62%  |          |      |
| 2018 | 第十八屆彰化市市長選舉 | 彰化縣彰化市     | 無黨籍     | 37,006 | 30.12% |          |      |
| 2020 | 第十屆立法委員選舉     | 彰化縣第二選舉區 | 無黨籍     | 22,834 | 12.41% |          |      |
| 2022 | 第十九屆彰化市市長選舉 | 彰化縣彰化市     | 中國國民黨 | 39,755 | 35.86% |          |      |

## 外部連結
- 黃玉芬臉書 （页面存档备份，存于）